# Yeah! めっちゃホリディ
「Yeah! めっちゃホリディ」（イェーイ! めっちゃホリディ）は、松浦亜弥の6枚目のシングル。2002年5月29日にzetimaから発売された。

## 解説
はるな愛が松浦のライブ音源を流して口パクと振り付けで物真似（エアあやや）をする際に本作が使われることが多い。
カップリング曲「つまんないよ…」の編曲者である松本零士は小室哲哉のスタッフである。前作「♡桃色片想い♡」のカップリング曲の編曲者である松尾和博に続き、小室哲哉のスタッフが2作連続でカップリング曲に関わった。
プロモーションビデオでは、「♡桃色片想い♡」で登場したぬいぐるみのモモゾーとピーコが出演している。
高橋書店の「手帳は高橋」2009年版のCM曲としても使われた。(2009年の連休に対応して｢Yeah! めっちゃホリディ｣の部分が切り取られ当てられた。)

## 収録曲
全作詞・作曲：つんく
1. Yeah! めっちゃホリディ [3:50]
編曲：高橋諭一　ストリングアレンジ：村山達哉
2. つまんないよ… [4:39]
編曲：松本零士[2]
3. Yeah! めっちゃホリディ (Instrumental) [3:46]

## 参加ミュージシャン
Yeah! めっちゃホリディ
- ギター&プログラミング&コーラス：高橋諭一
- ベース：沖山優司
- ギター：こーじ
- ストリングス：村山桐山ストリングス
- コーラス：松浦亜弥・つんく

つまんないよ…
- プログラミング：松本零士・湯浅公一
- アコースティックギター&コーラス：生方信堂
- コーラス：松浦亜弥・稲葉貴子

## カバー
- 菅谷梨沙子（Berryz工房） - ミニアルバム『③夏夏ミニベリーズ』（2006年7月5日発売）に収録。
- 指原莉乃（発売当時AKB48） - シングル『それでも好きだよ』（2012年5月2日発売）に収録。
- 中川翔子 - ベストアルバム『しょこたん☆べすと--(°∀°)--!!』 （2012年5月2日発売）の特典DVDにライブ演奏曲として収録。
- 双海真美（CV：下田麻美） - アルバム『THE IDOLM@STER MASTER ARTIST 3 08 双海真美』（2015年7月8日発売）に収録。
- TBSテレビ系火曜ドラマ「G線上のあなたと私」第1話のカラオケシーンにて、波瑠と松下由樹によって歌われた。
- SorAZ（ときのそら、AZKi） - 配信限定シングルとして、 2024年8月8日リリース。